# Simulium wakrisense
Simulium wakrisense es una especie de insecto del género Simulium, familia Simuliidae, orden Diptera.

## Taxonomía
Fue descrita científicamente por Takaoka, 2003. Fue publicada en The black flies (Diptera: Simuliidae) of Sulawesi, Maluku and Irian Jaya. xxii + 581 pp., 4 pls..